# Dushore, Pennsylvania
Dushore, Pennsylvania (енгл. Dushore) град је у америчкој савезној држави Пенсилванија.

## Демографија
По попису из 2010. године број становника је 608, што је 55 (-8,3%) становника мање него 2000. године.
| Група             | 2000.       | 2010.       |
| Белци             | 647 (97,6%) | 599 (98,5%) |
| Афроамериканци    | 1 (0,2%)    | 0 (0,0%)    |
| Азијати           | 0 (0,0%)    | 0 (0,0%)    |
| Хиспаноамериканци | 1 (0,2%)    | 3 (0,5%)    |
| Укупно            | 663         | 608         |